# Convento de los Jacobinos de Toulouse
El convento de los Jacobinos o conjunto conventual de los Jacobinos de Toulouse es un antiguo convento de la Orden de los Hermanos Predicadores que se encuentra en el centro urbano de la ciudad francesa de Toulouse, a medio camino entre el Capitole y el río Garona. Está construido totalmente con ladrillos rojos, y constituye uno de los mejores exponentes de arquitectura languedociana de estilo gótico meridional.
El edificio se organiza alrededor de un gran claustro, adornado con elegantes columnas de mármol y capiteles con motivos florales y animales. En torno al mismo se distinguen la sala capitular, la sacristía, la capilla de San Antonin (decorada con pinturas murales del siglo XIV) y el gran refectorio, sede habitual de exposiciones municipales.

## Historia
La iglesia fue construida en cuatro etapas a partir de 1230 que se prolongarían a lo largo de los siglos XIII y XIV. Fue durante la tercera cuando se acometió la construcción de la bóveda de 22 metros de altura (28 metros de altura bajo llave), soportada por una columna estrellada de once brazos conocida como La Palmera.
Desde 1369 la iglesia de los Jacobinos es el lugar de reposo del teólogo y filósofo Santo Tomás de Aquino. Cuando los dominicos abandonaron el lugar en 1791 transportaron los restos del santo (que había sido miembro de su orden) a la cercana Basílica de San Sernín, retomando su lugar de veneración en 1974 al cumplirse el 7.º centenario de su muerte.
En tiempos de Napoleón la iglesia fue confiada a los militares, que establecieron en ella un cuartel de caballería y vertieron en su interior más de 5000 metros cúbicos de tierra para elevar el nivel del suelo. No fue hasta 1865 que el monumento dejó de ser posesión militar, cuando la alcaldía de Toulouse lo intercambió al Ejército por terrenos para construir nuevos cuarteles.
El conjunto de los Jacobinos experimentó una larga restauración en el siglo pasado, comenzada en 1920 y terminada en 1972. Actualmente la iglesia ha recuperado su esplendor con una fachada exterior hecha íntegramente en ladrillo (símbolo de la ciudad de Toulouse) que poco presagia la elegancia de las formas en su interior.

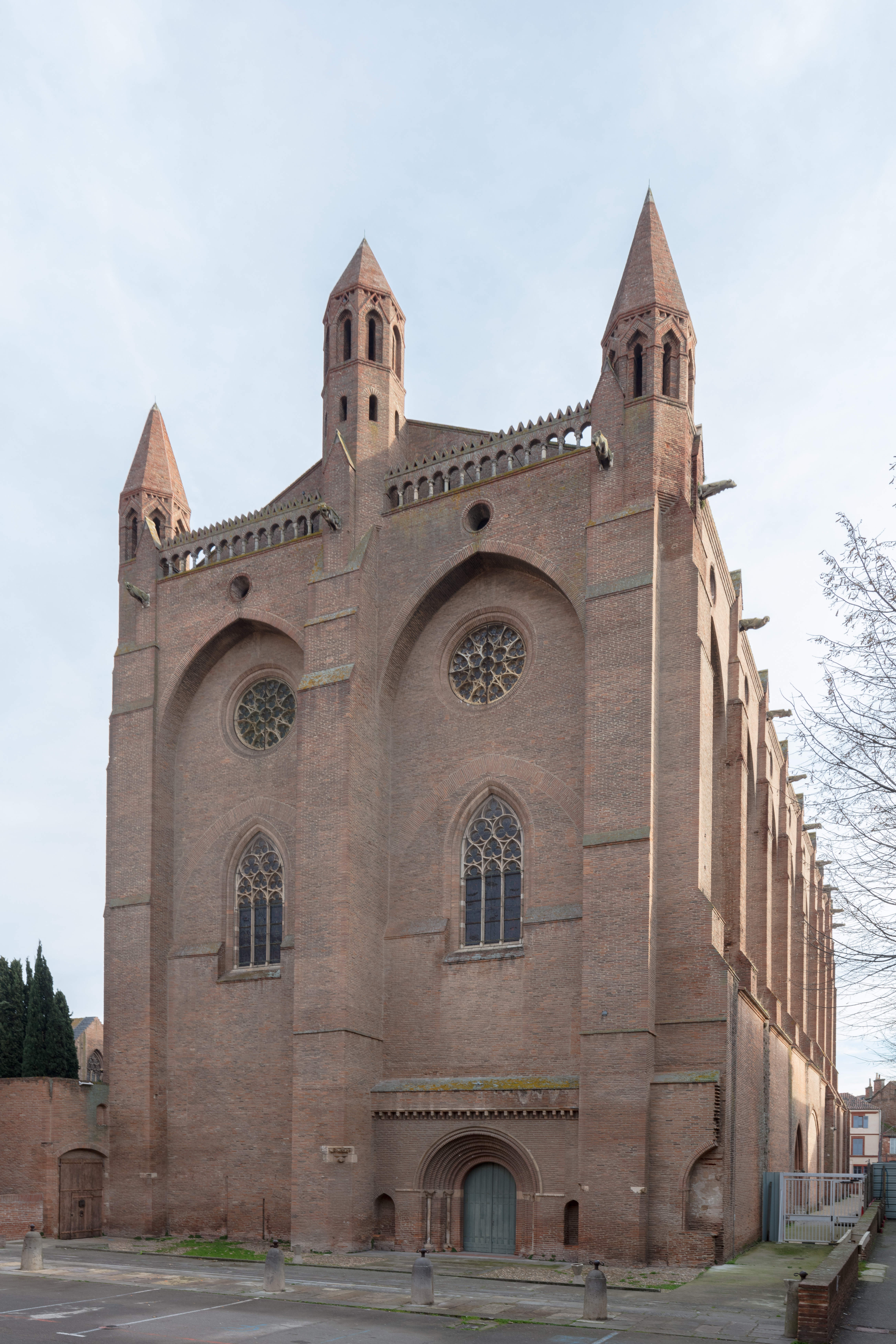
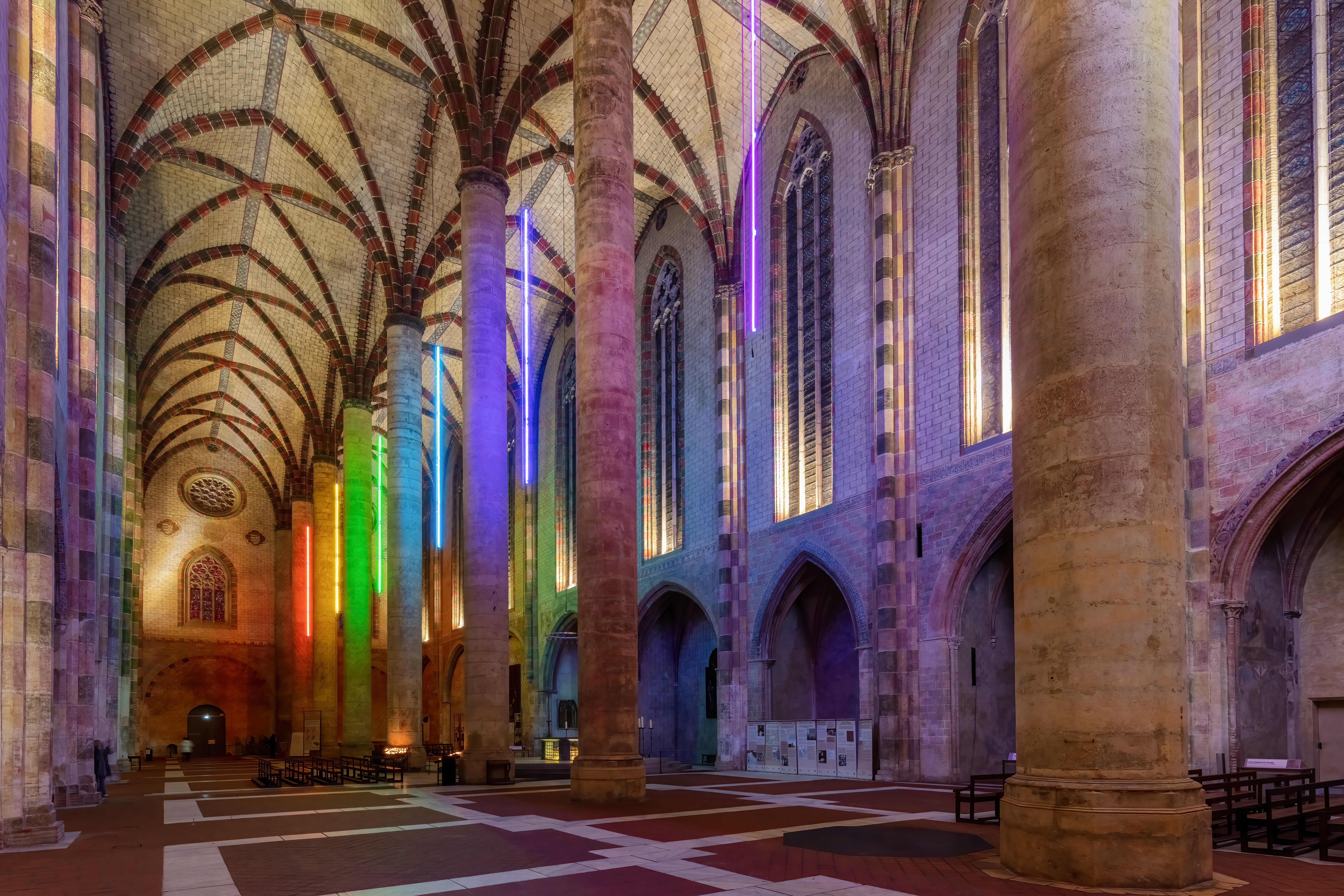
Interior de la iglesia de los Jacobinos
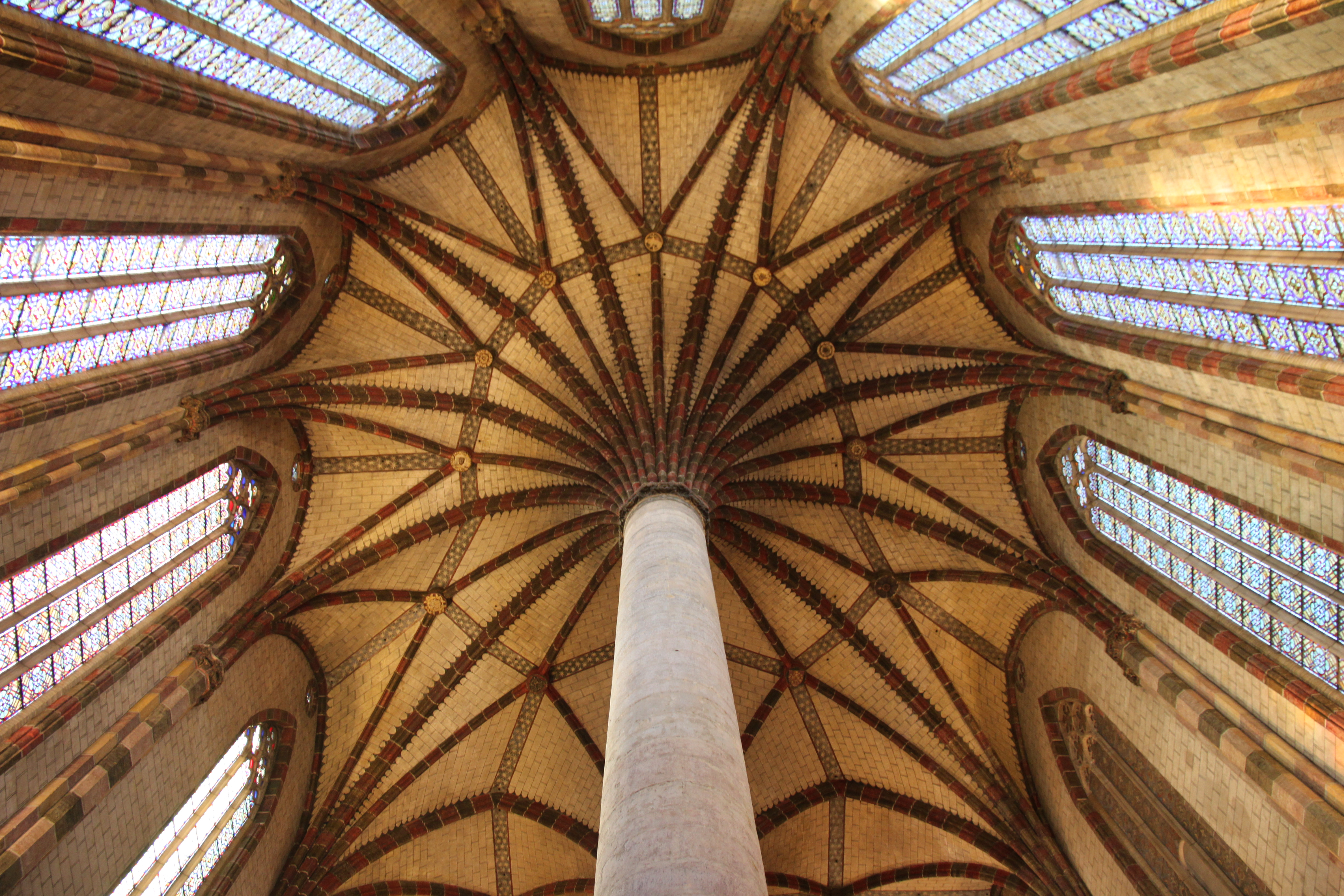
La "palmera" (1275-1292)
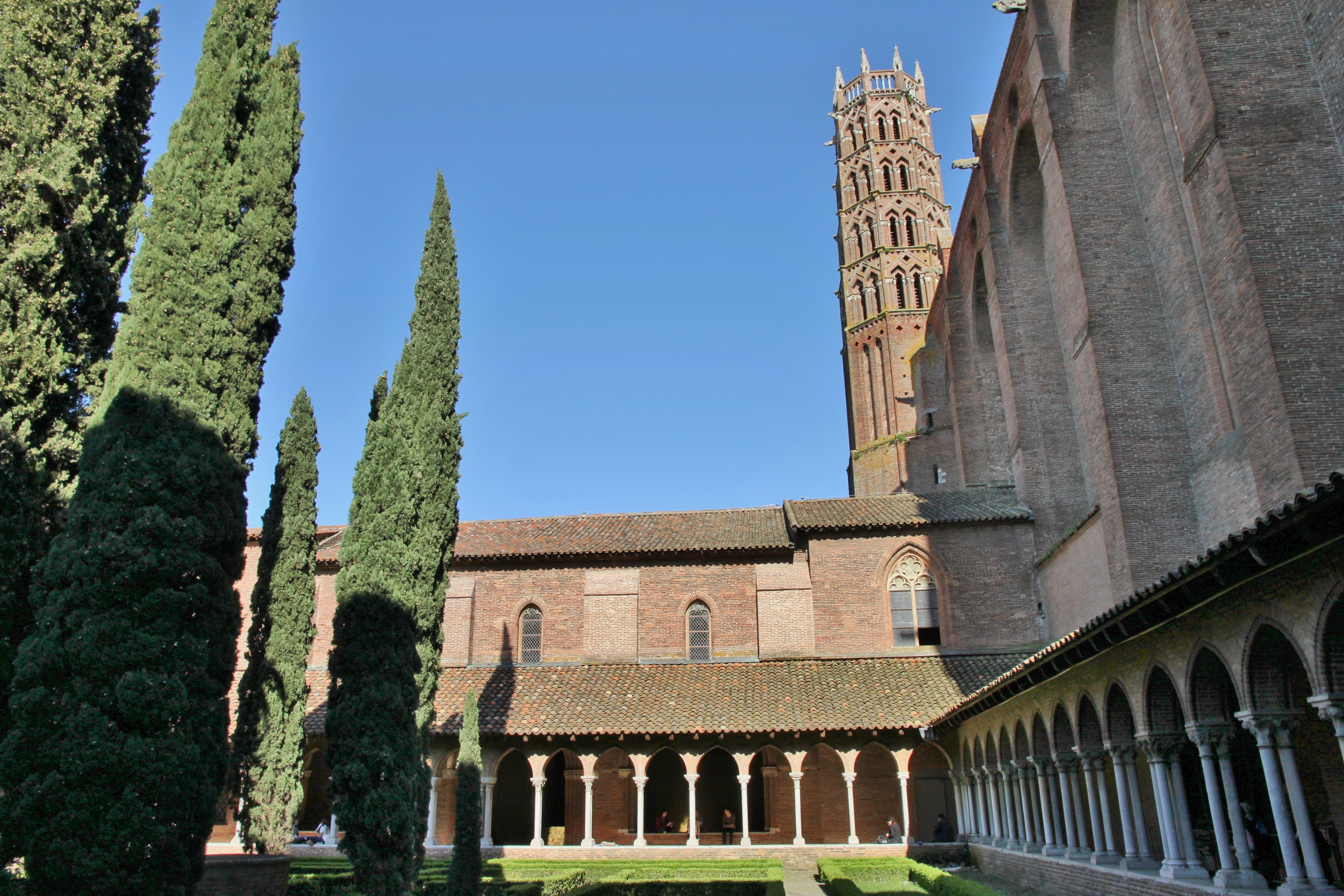
El claustro y el campanario
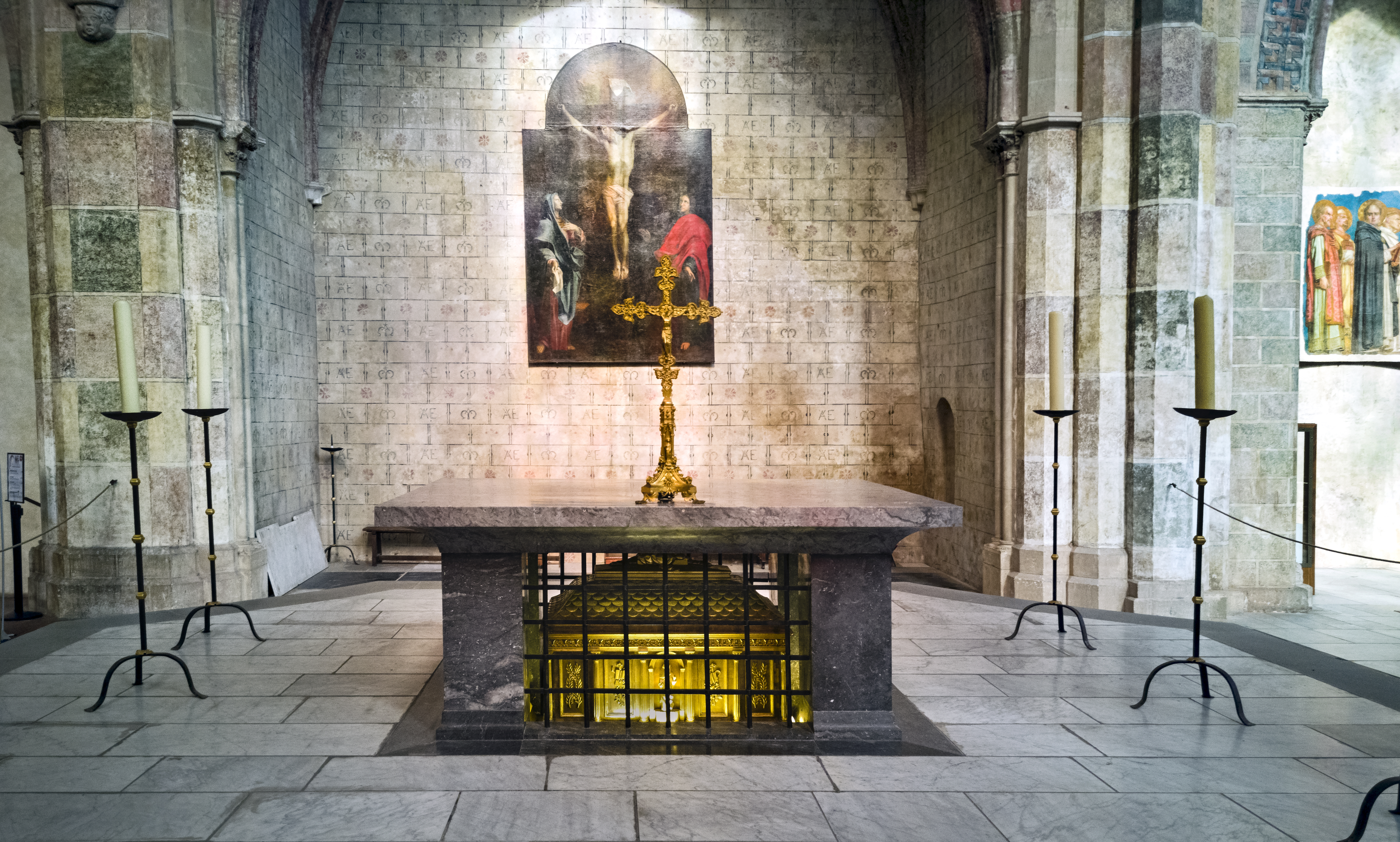
Relicario de Santo Tomás de Aquino